# Dům japonské kultury v Paříži
Dům japonské kultury v Paříži (francouzsky Maison de la culture du Japon à Paris, japonsky パリ日本文化会館) je kulturní centrum Japonska v Paříži. Nachází se na nábřeží Quai Branly 101bis v 15. obvodu. Jeho úkolem je prezentovat japonskou kulturu a jazyk ve Francii. Spravuje ho Japan Foundation.

## Historie
Projekt kulturní instituce společně navrhli již na začátku 80. let na schůzce v Japonsku francouzský prezident François Mitterrand a japonský premiér Zenkō Suzuki. Stavba byla zahájena v roce 1994 a byla dokončena koncem roku 1997. Slavnostní otevření proběhlo 13. května 1997 za účasti francouzského prezidenta Jacquese Chiraca a princezny Sajako.

## Architektura
Budovu navrhli britský a japonský architekt Kenneth Armstrong a Masayuki Yamanaka. Stavba je vzhledem k možnostem pozemku poměrně úzká a navazuje na slepou fasádu budovy Haussmannova stylu, na které byla předtím namalovaná velká nástěnná malba. Budova má jedenáct podlaží (z toho šest nadzemních). K dispozici je víceúčelová místnost o rozloze 500 m2, kino, knihovna a tradiční čajovna. V domě probíhají výstavy, představení, filmové projekce, přednášky, ukázky vaření japonské kuchyně a čajového obřadu a kurzy přibližující japonskou kulturu: ikebana, kaligrafie, go, manga, origami apod.